# Транспорт Пакистану
Транспорт Пакистану представлений автомобільним , залізничним , повітряним , водним (морським, річковим)  і трубопровідним , у населених пунктах  та у міжміському сполученні діє громадський транспорт пасажирських перевезень. Площа країни дорівнює 796 095 км² (36-те місце у світі). Форма території країни — субмеридіанально витягнута вздовж долини річки Інд; максимальна дистанція з півночі на південь —1505 км, зі сходу на захід — 1290 км. Географічне положення Пакистану дозволяє країні контролювати транспортні шляхи між Близьким Сходом, Центральною, Східною та Південною Азією; важливі високогірні перевали Гіндукушу та Каракоруму.

## Автомобільний
Загальна довжина автошляхів у Пакистані, станом на 2016 рік, дорівнює 263 942 км, з яких 185 063 км із твердим покриттям (708 км швидкісних автомагістралей) і 78 879 км без нього (20-те місце у світі).

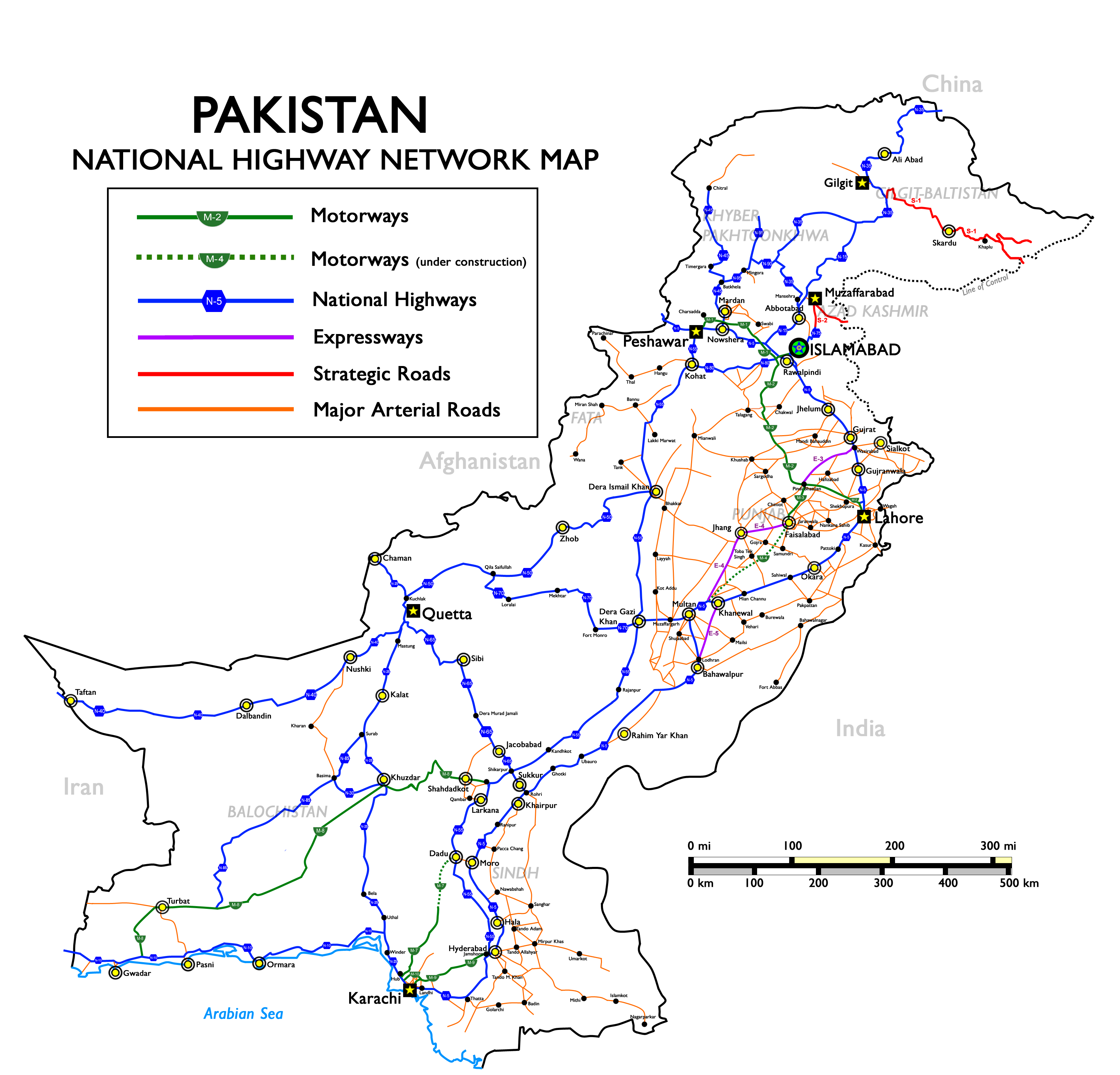
Схема національних автомагістралей
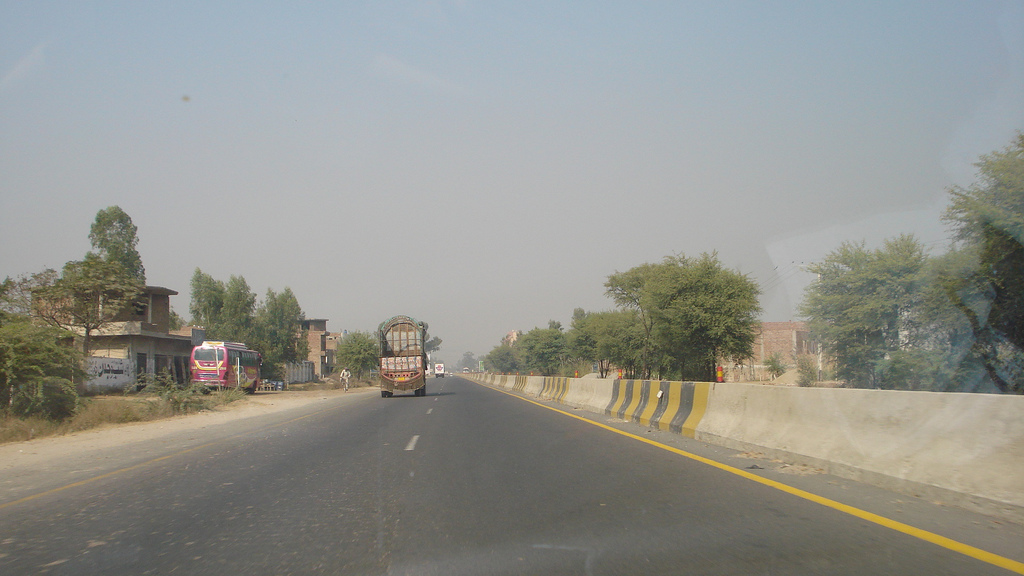
Великий колісний шлях
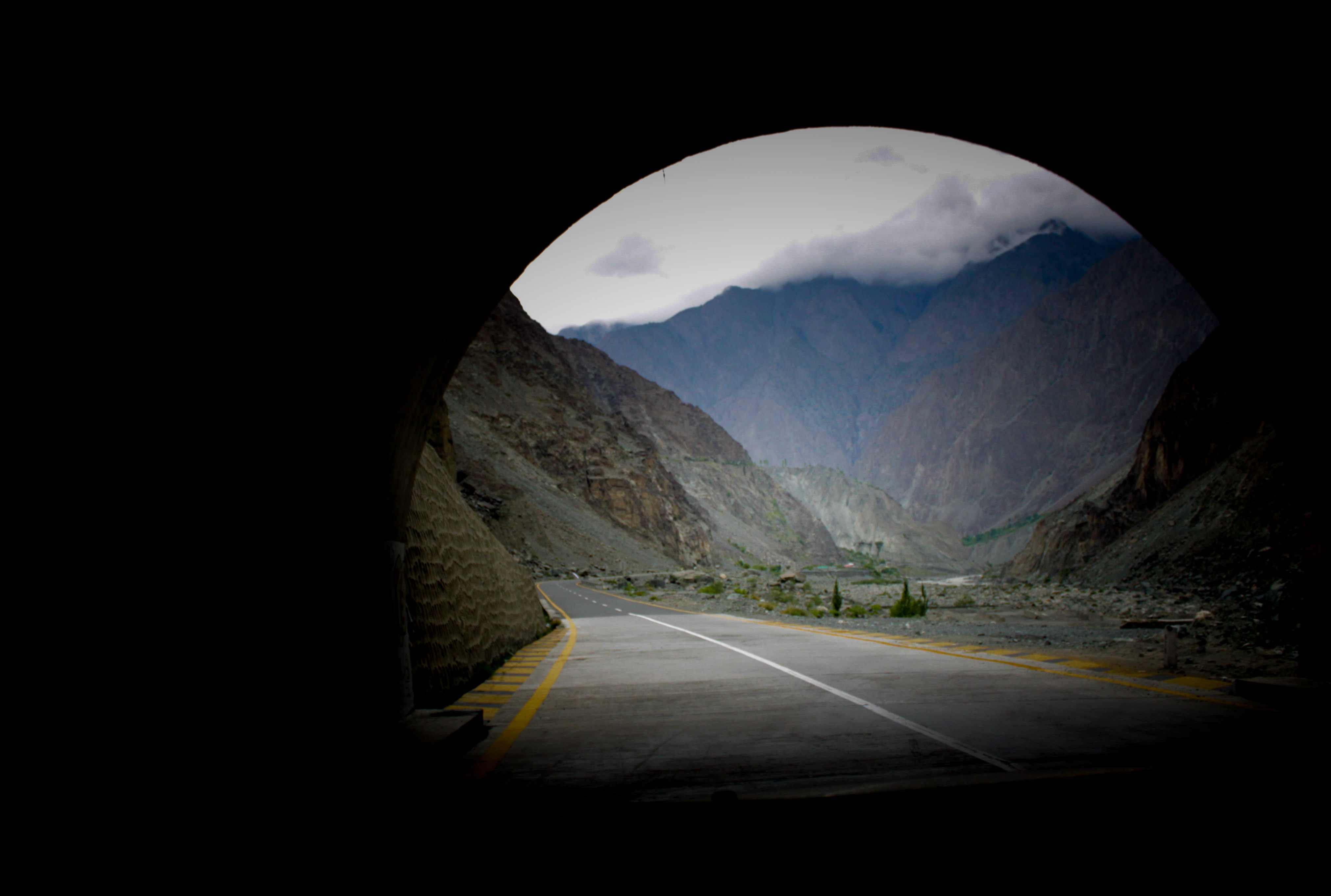
Тунель на Каракорумському високогірному шосе
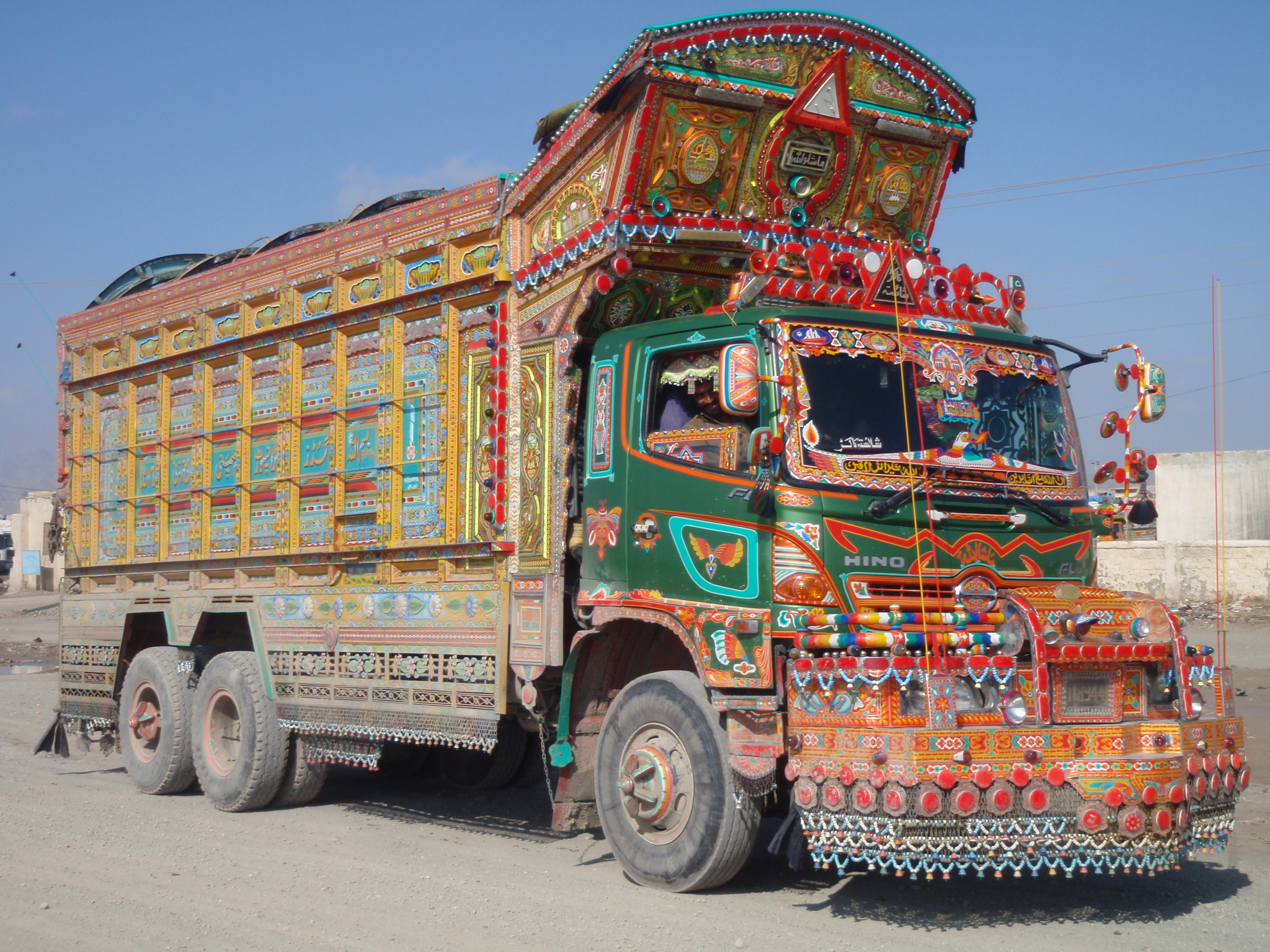
«Вантажівки-брязкальця» — візитівка Пакистану
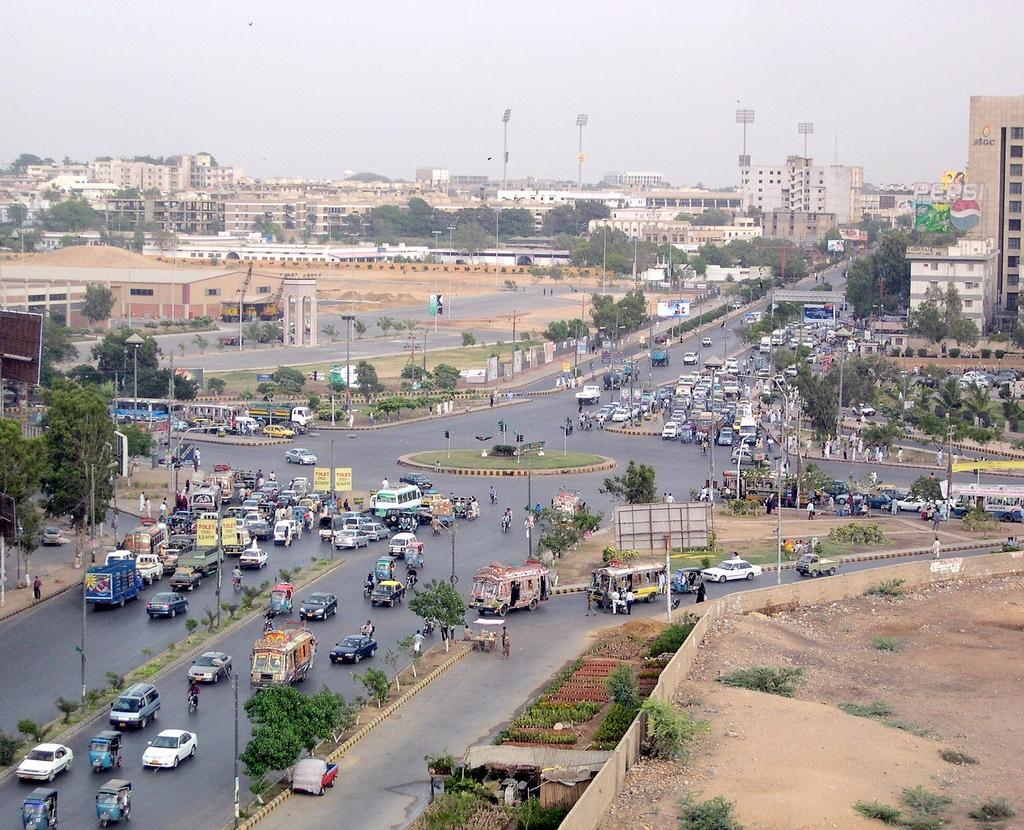
Трафік на перехресті в Карачі

## Залізничний
Загальна довжина залізничних колій країни, станом на 2014 рік, становила 7 789 км (28-ме місце у світі), з яких 11 492 км широкої 1676-мм колії (293 км електрифіковано), 389 км вузької 1000-мм колії.

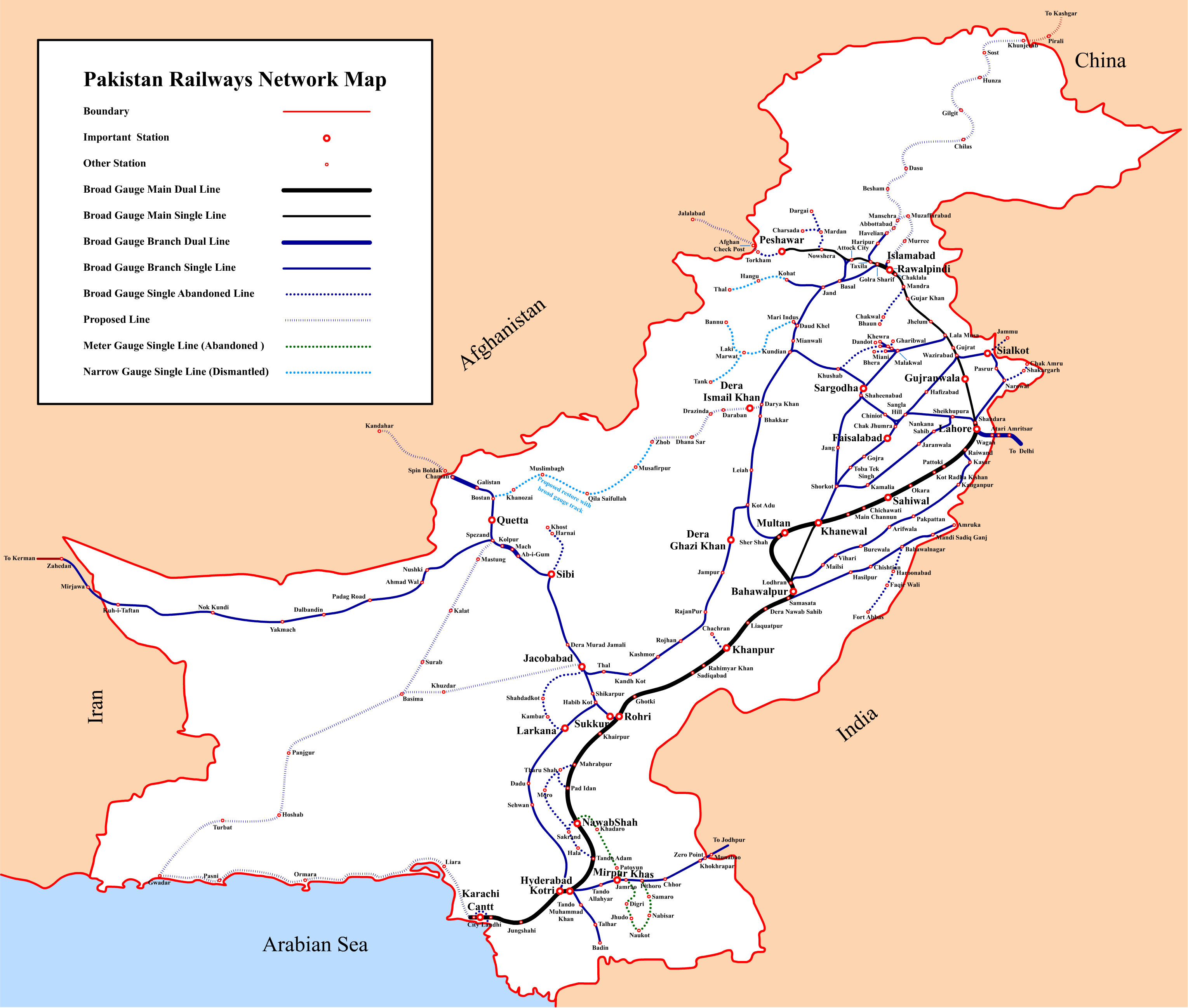
Схема національних автомагістралей
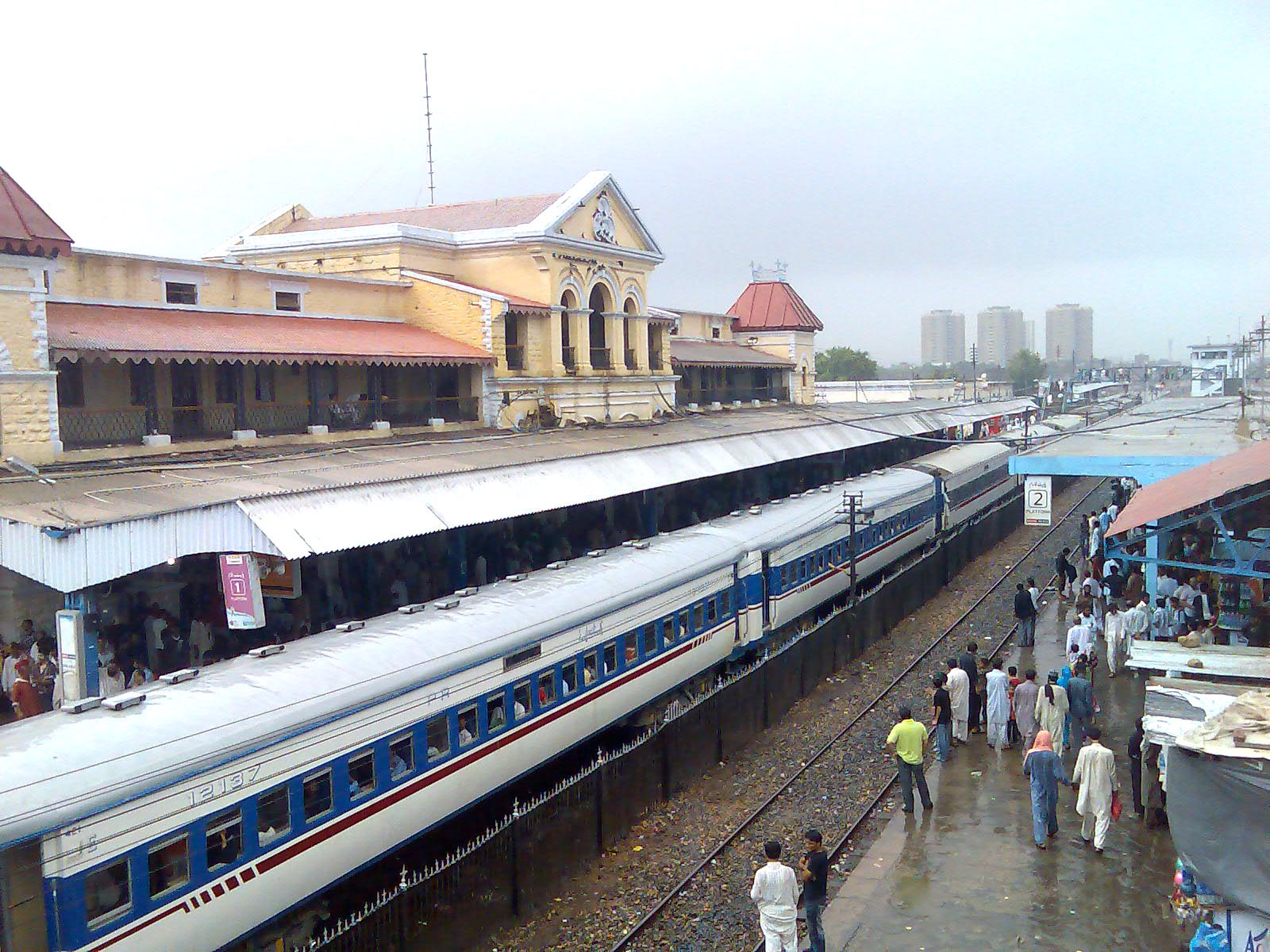
Каракорумський експрес
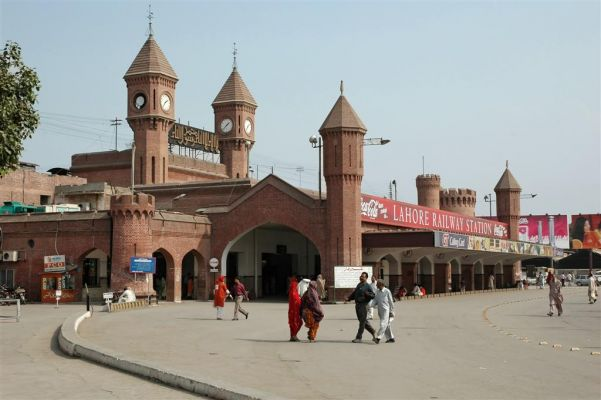
Залізничний вокзал Лахору
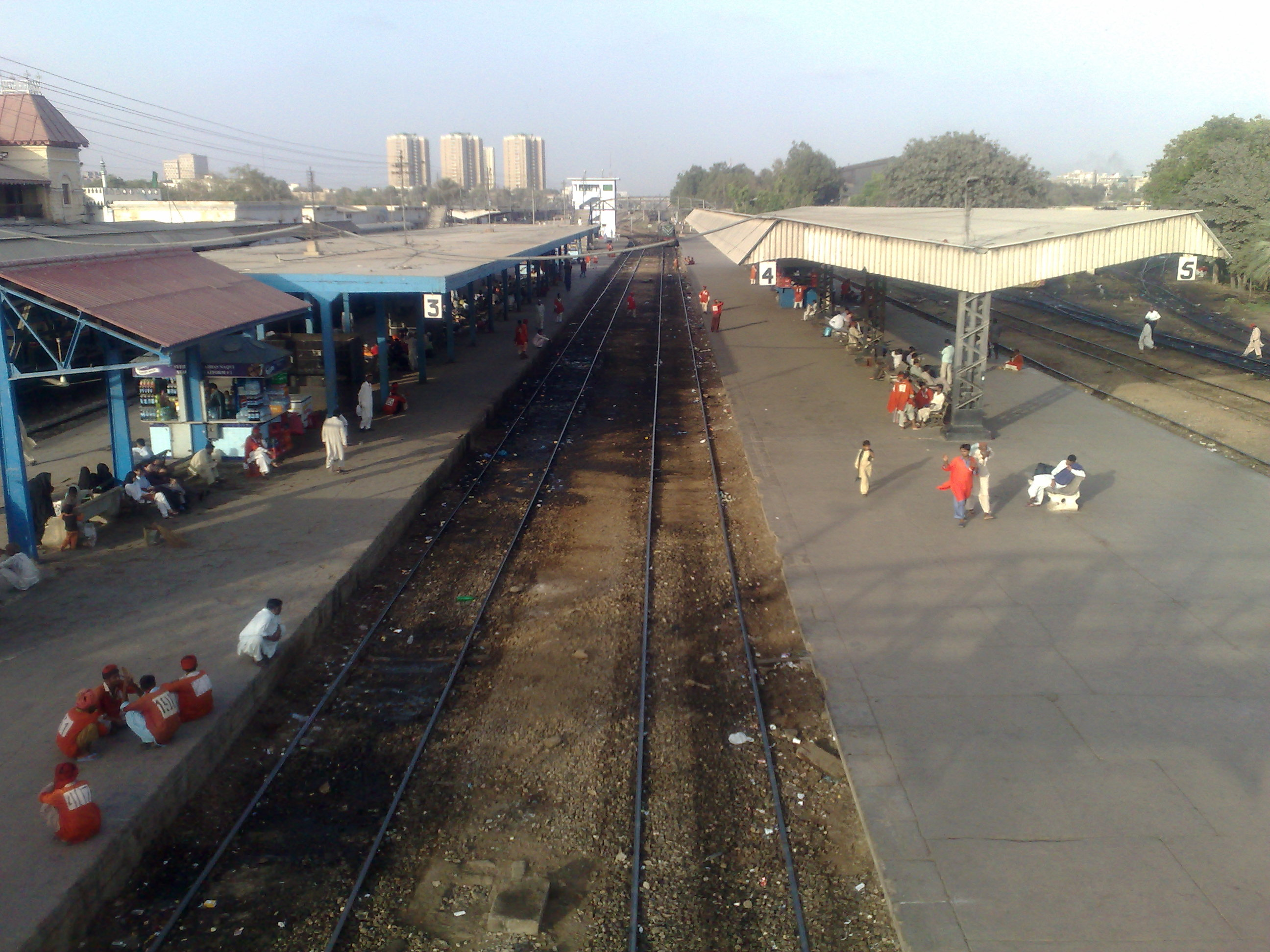
Залізнична станція Карачі

## Повітряний
У країні, станом на 2013 рік, діє 151 аеропорт (37-ме місце у світі), з них 108 із твердим покриттям злітно-посадкових смуг і 43 із ґрунтовим. Аеропорти країни за довжиною злітно-посадкових смуг розподіляються так (у дужках окремо кількість без твердого покриття):
- довші за 10 тис. футів (>3047 м) — 15 (0);
- від 10 тис. до 8 тис. футів (3047-2438 м) — 20 (1);
- від 8 тис. до 5 тис. футів (2437—1524 м) — 43 (9);
- від 5 тис. до 3 тис. футів (1523—914 м) — 20 (9);
- коротші за 3 тис. футів (<914 м) — 10 (24)[1].

У країні, станом на 2015 рік, зареєстровано 4 авіапідприємства, які оперують 67 повітряними суднами. За 2015 рік загальний пасажирообіг на внутрішніх і міжнародних рейсах становив 8,46 млн осіб. За 2015 рік повітряним транспортом було перевезено 183,17 млн тонно-кілометрів вантажів (без врахування багажу пасажирів).
У країні, станом на 2013 рік, споруджено і діє 23 гелікоптерні майданчики.

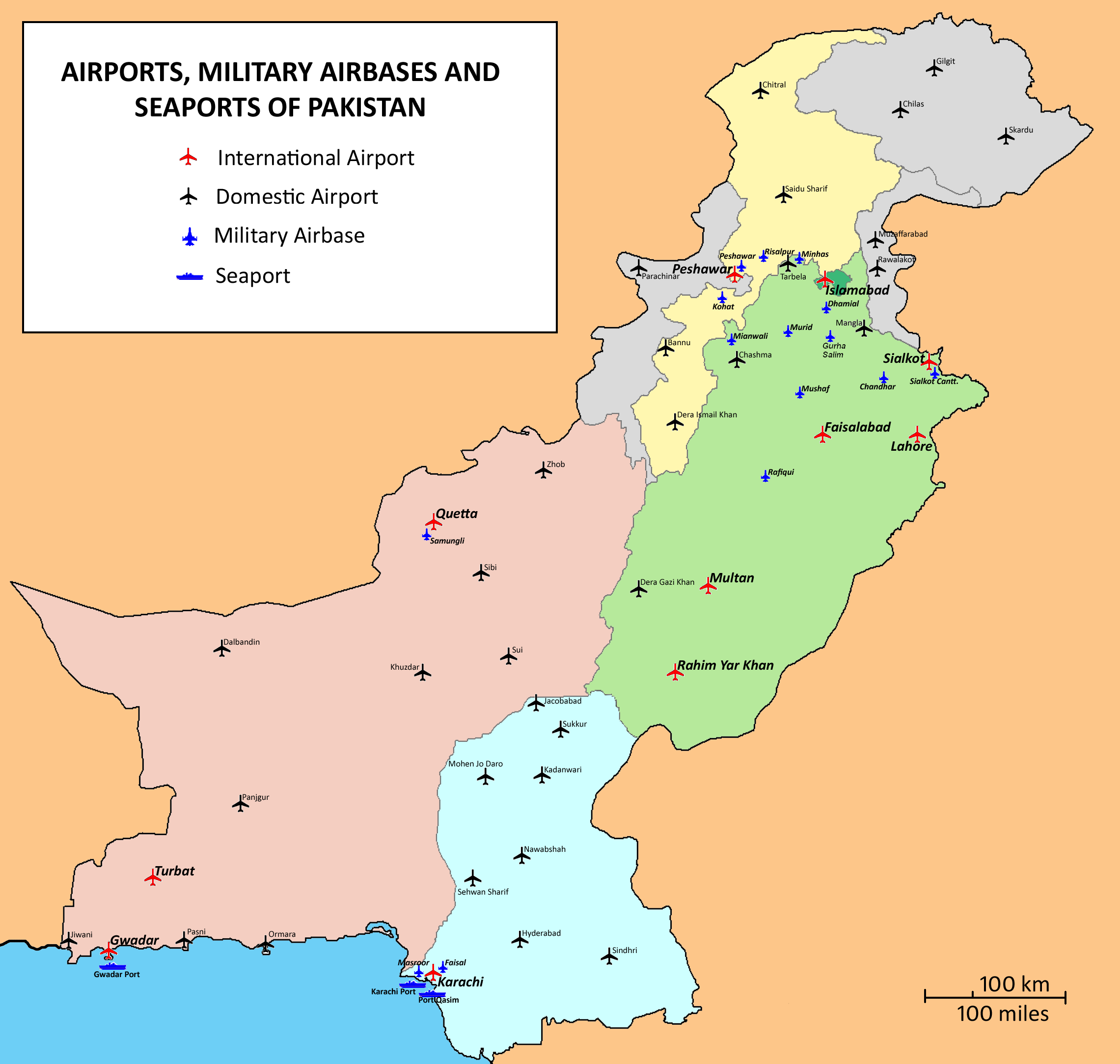
Схема розташування головних аеропортів
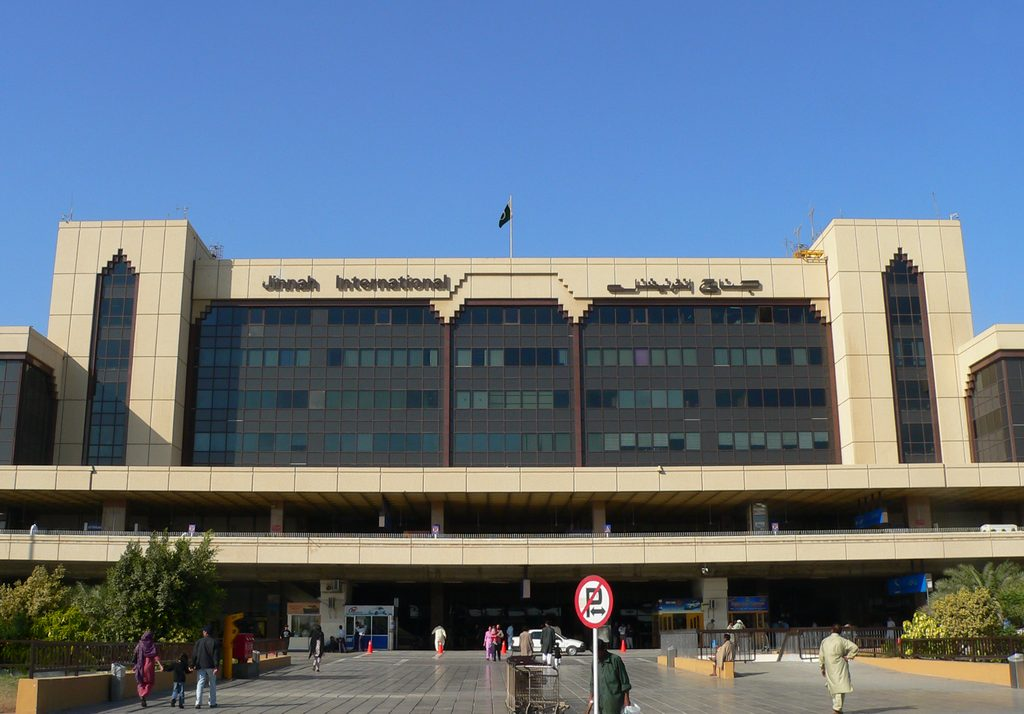
Термінал аеропорту Джинна в Карачі
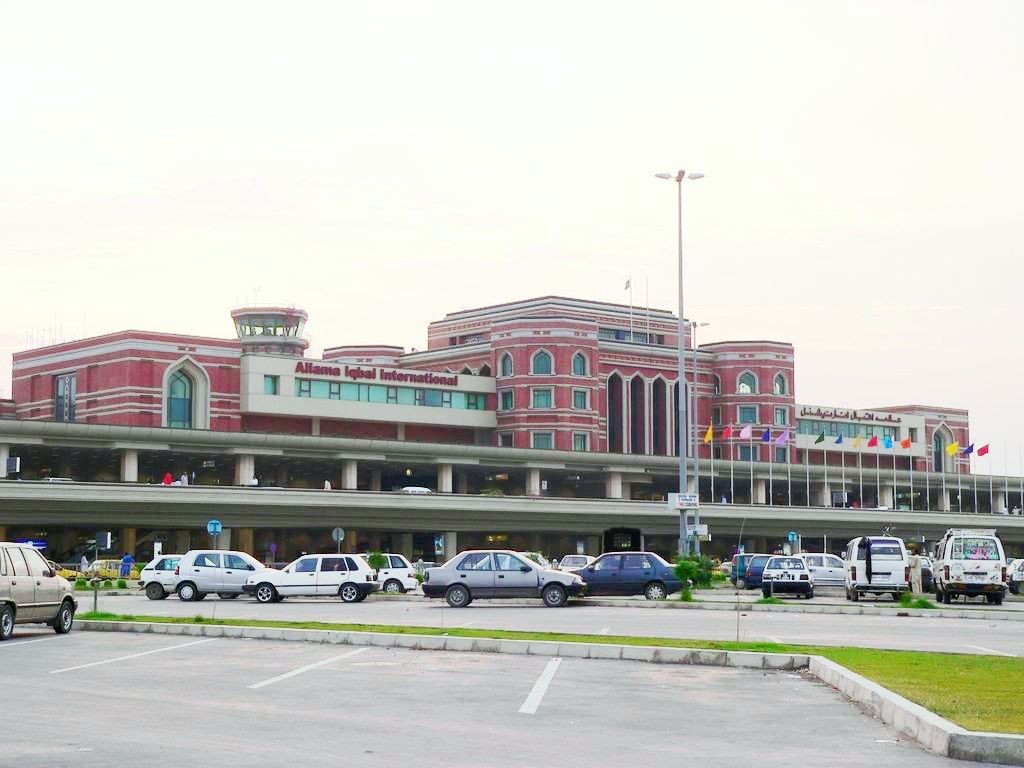
Термінал аеропорту Аллама Ікбара в Лахорі
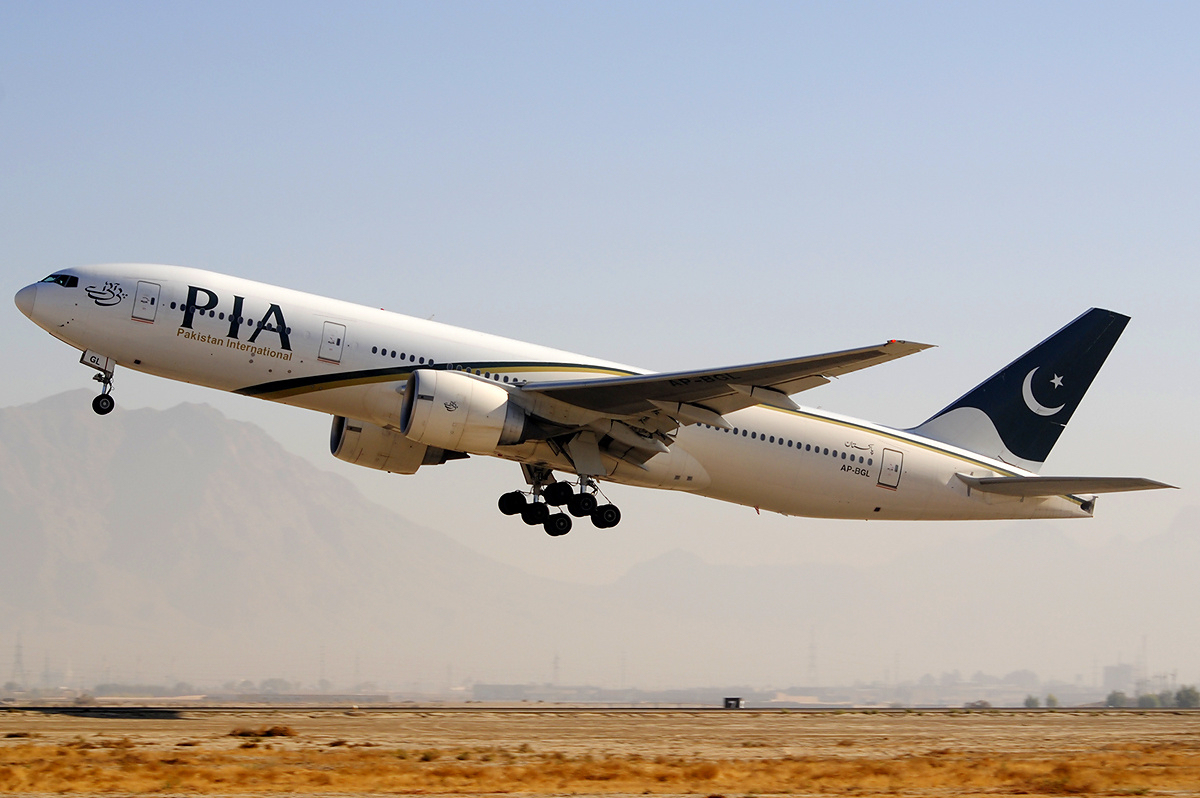
Ліврея Пакистанських міжнародних авіаліній

Пакистан є членом Міжнародної організації цивільної авіації (ICAO). Згідно зі статтею 20 Чиказької конвенції про міжнародну цивільну авіацію 1944 року, Міжнародна організація цивільної авіації для повітряних суден країни, станом на 2016 рік, закріпила реєстраційний префікс — AP, заснований на радіопозивних, виділених Міжнародним союзом електрозв'язку (ITU). Аеропорти Пакистану мають літерний код ІКАО, що починається з — OP.

## Водний

### Морський
Головні морські порти країни: Карачі, Мухаммад-Бін-Касім. Річний вантажообіг контейнерних терміналів (дані за 2011 рік): Карачі — 1,55 млн контейнерів (TEU). СПГ-термінали для імпорту скрапленого природного газу діють в портах: Порт-Касім.

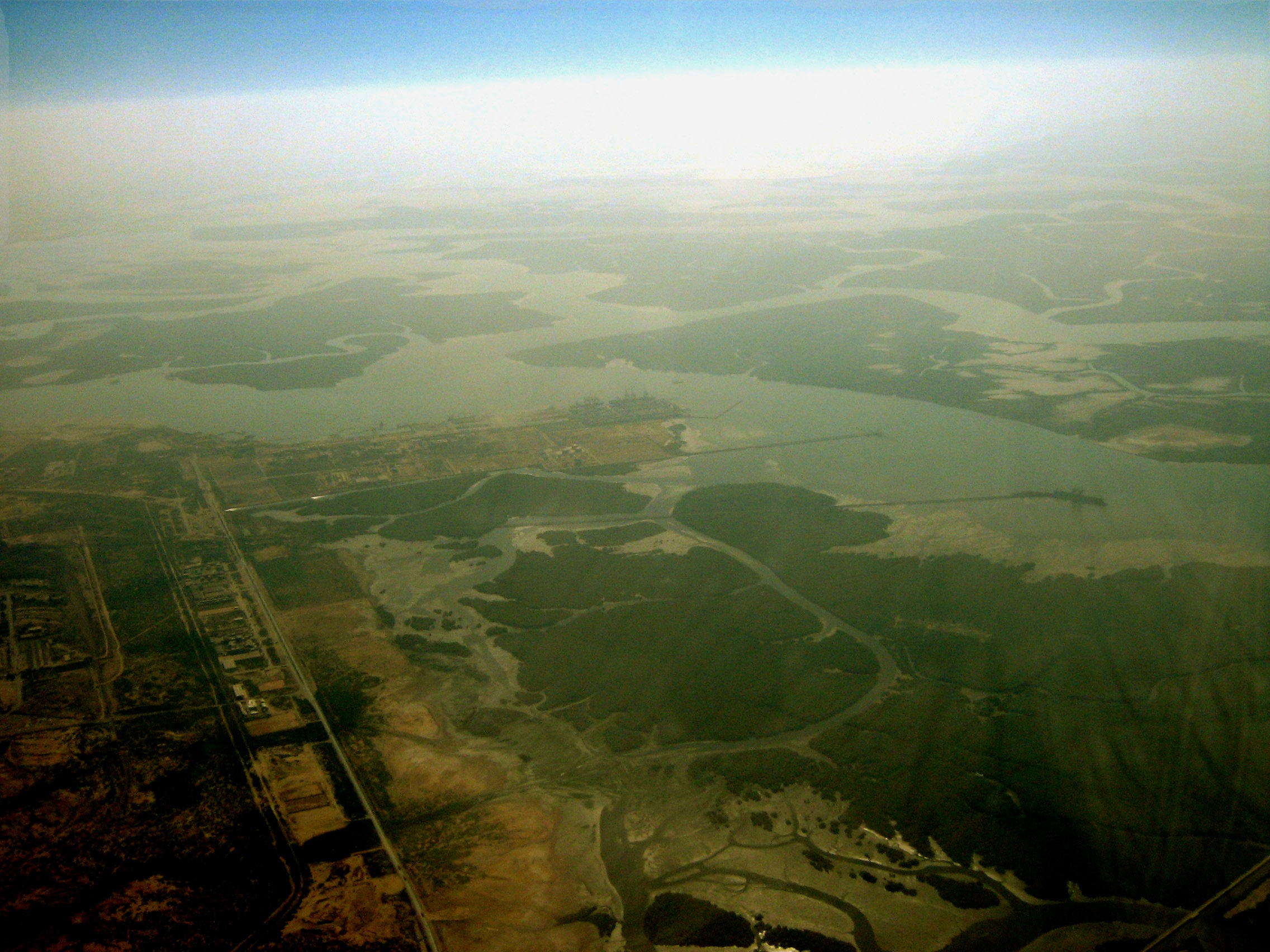
Порт-Касім з пташиного польоту
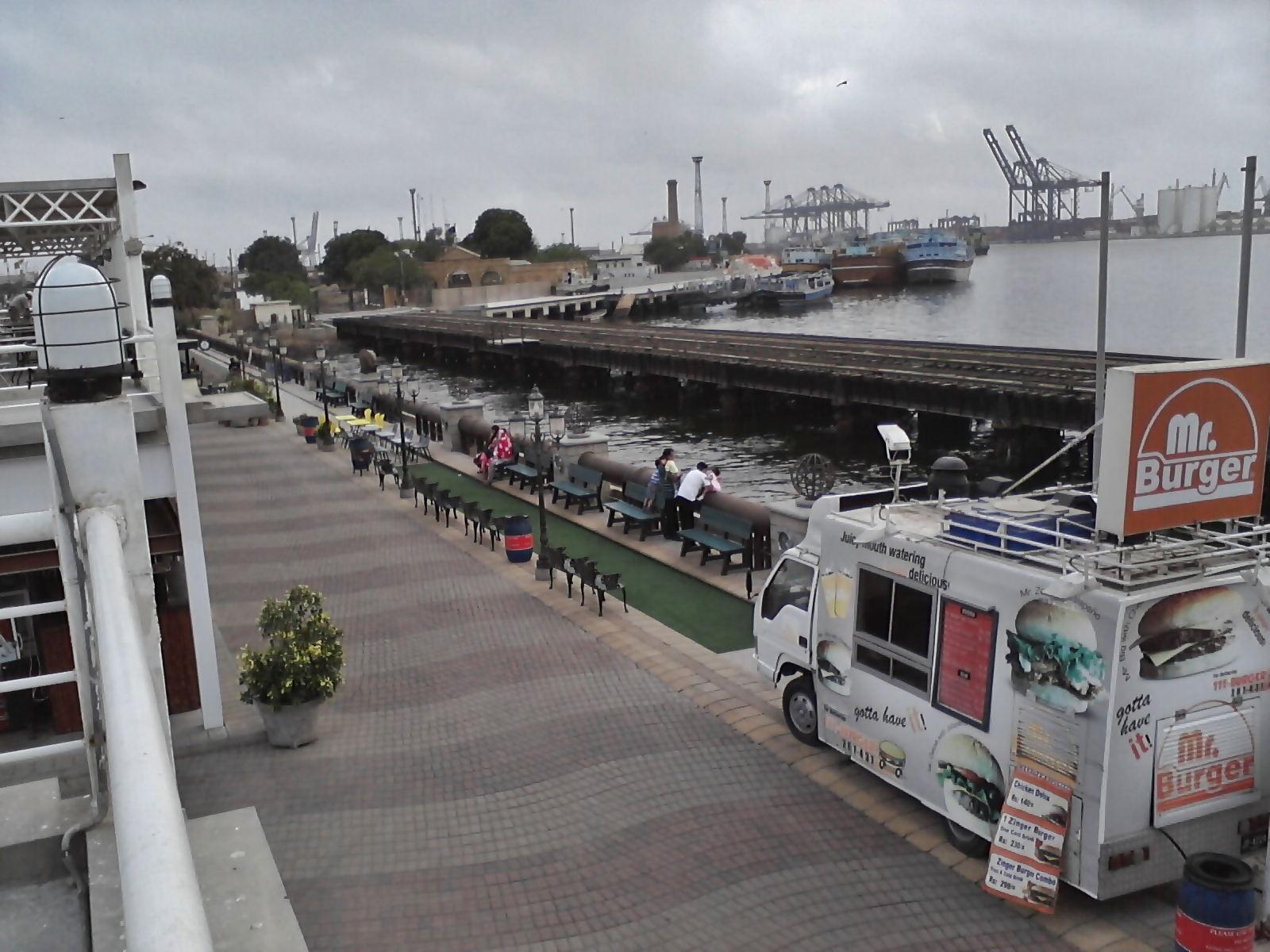
У морському порту Карачі
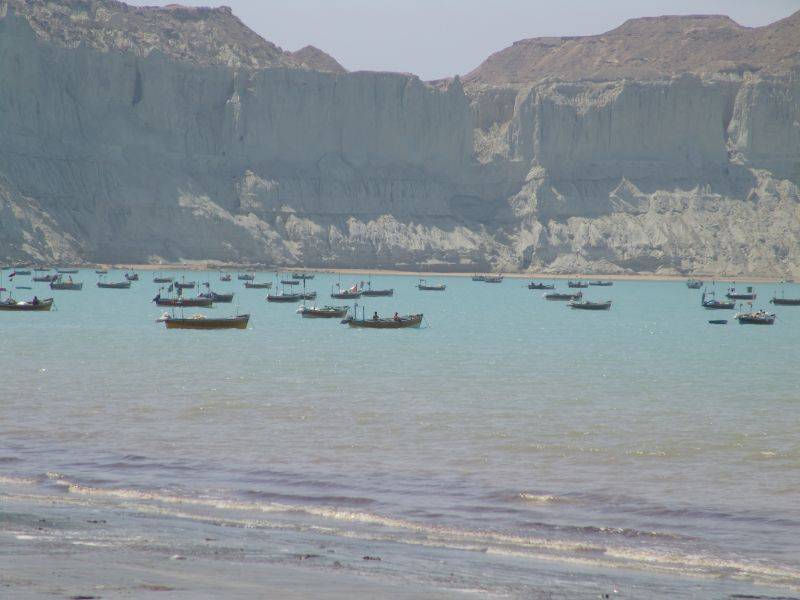
На рейді Гвадару

Морський торговий флот країни, станом на 2010 рік, складався з 11 морських суден з тоннажем понад 1 тис. реєстрових тонн (GRT) кожне (111-те місце у світі), з яких: балкерів — 5, суховантажів — 3, нафтових танкерів — 3.
Станом на 2010 рік, кількість морських торгових суден, що зареєстровані під прапорами інших країн — 11 (Коморських Островів — 5, Маршаллових Островів — 1, Молдови — 1, Панами — 3, Сент-Кіттсу і Невісу — 1).

## Трубопровідний
Загальна довжина газогонів у Пакистані, станом на 2013 рік, становила 12 646 км; нафтогонів — 2 576 км; продуктогонів — 1 087 км.

## Міський громадський

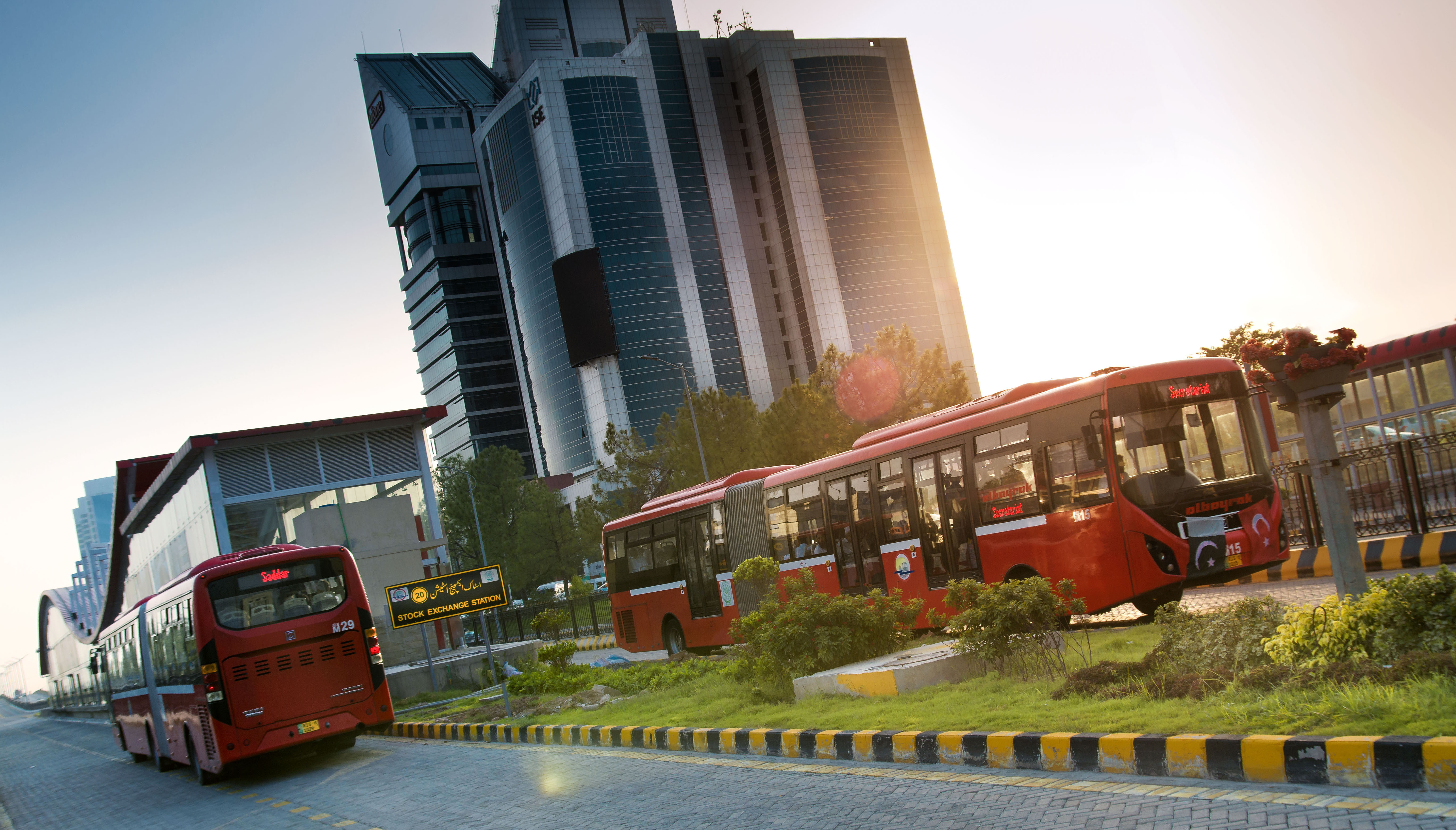
Метробус Ісламабад — Равалпінді
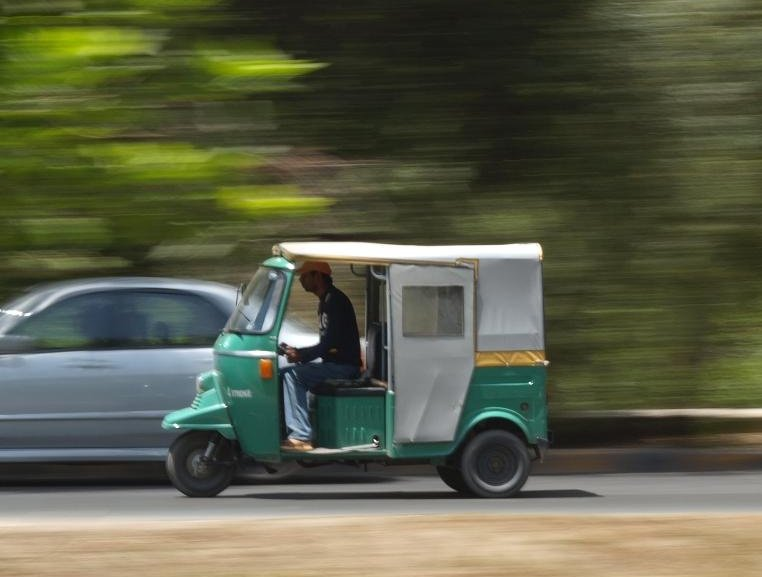
Пакистанський моторикша
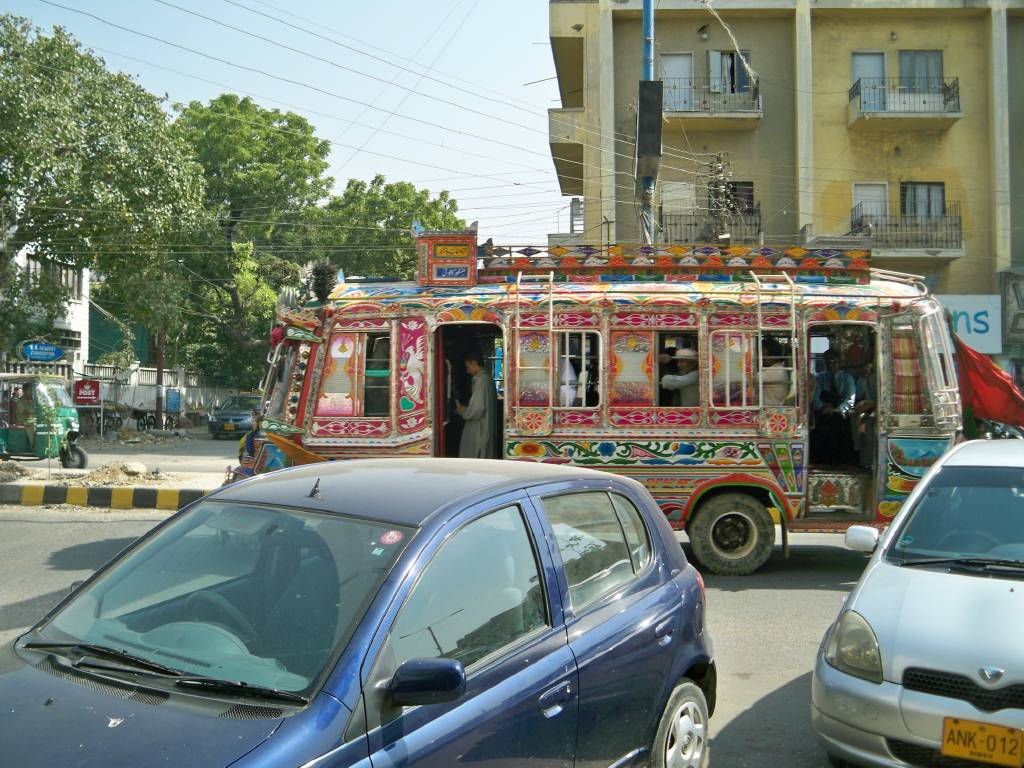
Міський транспорт у Карачі

## Державне управління
Держава здійснює управління транспортною інфраструктурою країни через окремі галузеві міністерства залізниць, морських портів і судноплавства, незалежні адміністрації автомобільних доріг і авіаційного транспорту. Станом на 3 листопада 2016 року міністерства в уряді Мохаммада Наваза Шаріфа очолювали Хаваджа Саад Рафік та Мір Хасіль Хан Бізенджо, відповідно.

### Українською
- Атлас. 10-11 клас. Економічна і соціальна географія світу / упорядники :  О. Я. Скуратович, Н. І. Чанцева. — К. : ДНВП «Картографія», 2010. — ISBN 978-966-475-639-3.
- Атлас світу / голов. ред. І. С. Руденко ; зав. ред. В. В. Радченко ; відп. ред. О. В. Вакуленко. — К. : ДНВП «Картографія», 2005. — 336 с. — ISBN 9666315467.
- Безуглий В. В. Економічна і соціальна географія зарубіжних країн : Навчальний посібник. — К. : ВЦ «Академія», 2007. — 704 с. — ISBN 978-966-580-239-6.
- Безуглий В. В., Козинець С. В. Регіональна економічна і соціальна географія світу : Навчальний посібник. — видання 2-ге, доп., перероб. — К. : ВЦ «Академія», 2007. — 688 с. — ISBN 966-580-144-9.
- Головченко В., Кравчук О. Країнознавство: Азія, Африка, Латинська Америка, Австралія і Океанія. — К., 2006. — 335 с. — ISBN 966-8939-04-2.
- Дахно І. І. Країни світу: Енциклопедичний довідник / І. І. Дахно, С. М. Тимофієв. — К. : Мапа, 2011. — 606 с. — (Бібліотека нового українця) — ISBN 978-966-8804-23-6.
- Дахно І. І. Економічна географія зарубіжних країн : навчальний посібник. — К. : Центр учбової літератури, 2014. — 319 с. — ISBN 978-611-01-0682-5.
- Дорошенко В. І. Географія транспорту : Навчальний посібник / В. І. Дорошенко, К. Д. Діденко. — К. : Київський нац. ун-т ім. Т. Шевченка, 2010. — 183 с. — ISBN 978-966-439-329-1.
- Дубович І. А. Країнознавчий словник-довідник. — 5-те вид., перероб. і доп. — К. : Знання, 2008. — 839 с. — ISBN 978-966-346-330-8.
- Економічна і соціальна географія країн світу : Навчальний посібник / За ред. С. П. Кузика. — Л. : Світ, 2002. — 672 с. — ISBN 966-603-178-7.
- Зарубіжна транспортна географія : навчальний посібник / уклад. : Петрашевський О. Л. и др. — К. : Національний транспортний університет, 2015. — 95 с. — ISBN 978-966-632-227-5.
- Ігнатьєв П. М. Країнознавство: Країни Азії. — Ч. : Книги-ХХІ, 2004. — 383 с. — ISBN 966-8029-53-4.
- Книш М. М., Мамчур О. І. Регіональна економічна і соціальна географія світу (Латинська Америка та Карибські країни, Африка, Азія, Океанія) : навч. посіб. — Л. : ЛНУ ім. Івана Франка, 2013. — 368 с. — ISBN 978-617-10-0007-0.
- Юрківський В. М. Регіональна економічна і соціальна географія. Зарубіжні країни : Підручник. — К. : Либідь, 2001. — 416 с. — ISBN 966-06-0092-5.

### Англійською
- (англ.) Modern Transport Geography / Hoyle, B. and R. Knowles (eds). — Second Edition,. — London : Wiley, 1998.
- (англ.) Rodrigue, J-P. The Geography of Transport Systems. — Fourth Edition. — N. Y. : Routledge, 2017. — 440 с. — ISBN 978-1138669574.
- (англ.) Taaffe E. J., Gauthier H. L. and O'Kelly M. E. Geography of transportation. — Second Edition. — N. Y. : Prentice Hall, 1996. — ISBN 0-13-368572-1.
- (англ.) Black, W. Transportation: A Geographical Analysis. — N. Y. : Guilford, 2003.

### Російською
- (рос.) Максаковский В. П. Географическая картина мира. Книга I: Общая характеристика мира. — М. : Дрофа, 2008. — 495 с. — ISBN 978-5-358-05275-8.
- (рос.) Максаковский В. П. Географическая картина мира. Книга II: Региональная характеристика мира. — М. : Дрофа, 2009. — 480 с. — ISBN 978-5-358-06280-1.
- (рос.) Физико-географический атлас мира. — М. : Академия наук СССР и главное управление геодезии и картографии ГГК СССР, 1964. — 298 с.
- (рос.) Шаповал Н. С. Транспортная география и транспортные системы мира : учебное пособие. — К. : Центр учбової літератури, 2006. — 188 с. — ISBN 000-0000-00-4.
- (рос.) Экономическая, социальная и политическая география мира. Регионы и страны / под ред. С. Б. Лаврова, Н. В. Каледина. — М. : Гардарики, 2002. — 928 с. — ISBN 5-8297-0039-5.
- (рос.) Энциклопедия стран мира / глав. ред. Н. А. Симония. — М. : НПО «Экономика» РАН, отделение общественных наук, 2004. — 1319 с. — ISBN 5-282-02318-0.